# Philipp Bouhler
Philipp Bouhler, född 11 september 1899 i München, död 19 maj 1945 i Altaussee, var en tysk SS-Obergruppenführer, Reichsleiter och ledamot av den tyska riksdagen.
Bouhler var 1934–1945 chef för partiorganisationen Führerkansliet. År 1939 blev han av Adolf Hitler befullmäktigad för Nazitysklands eutanasiprogram Aktion T4, inom vilket drygt 70 000 vuxna och barn med fysiska och psykiska funktionsnedsättningar dödades.

## Biografi
Bouhler tillhörde en gammal bayersk officersfamilj, studerade några år vid Münchens universitet innan han redan 1921 inträdde i Nationalsocialistiska tyska arbetarepartiet (NSDAP) och blev redaktör för partiets dagstidning, Völkischer Beobachter. Året därpå blev han Max Amanns ställföreträdare som affärsledare i NSDAP. 1925 blev han själv affärsledare i partiet.
År 1934 utnämndes Bouhler till chef för Führerkansliet i Berlin och var från samma år ordförande i partiets granskningskommission för nationalsocialistisk litteratur. År 1939 utsågs han till ledare för Nazitysklands eutanasiprogram Aktion T4. Tillsammans med bland andra dr Karl Brandt  organiserade han massmordet på drygt 70 000 personer som på grund av fysiska eller psykiska funktionsnedsättningar ansågs ”oönskade” av regimen. Bouhler ledde även det så kallade Kindereuthanasie-programmet, inom vilket tusentals funktionshindrade barn mördades. Två av hans närmaste medarbetare var Leonardo Conti och Viktor Brack.
Kort efter Tysklands villkorslösa kapitulation i maj 1945 greps Bouhler och hans hustru Helena av amerikanska soldater på Schloss Fischhorn i Bruck. Den 19 maj begick hustrun självmord genom att kasta sig ut från ett av slottets fönster, medan Bouhler samma dag tog livet av sig med en cyanidampull när han skulle föras till de allierades interneringsläger i Dachau.

## Utmärkelser
- Järnkorset av andra klassen (första världskriget)
- Såradmärket i svart (första världskriget)
- Bayerska krigsförtjänstkorset av fjärde klassen med svärd
- Hedersärmvinkel (Ehrenwinkel der Alten Kämpfer)
- Blodsorden
- NSDAP:s partitecken i guld
- NSDAP:s tjänsteutmärkelse i brons, silver och guld
- Krigsförtjänstkorset av andra klassen
- Krigsförtjänstkorset av första klassen
- SS Hederssvärd
- Totenkopfring

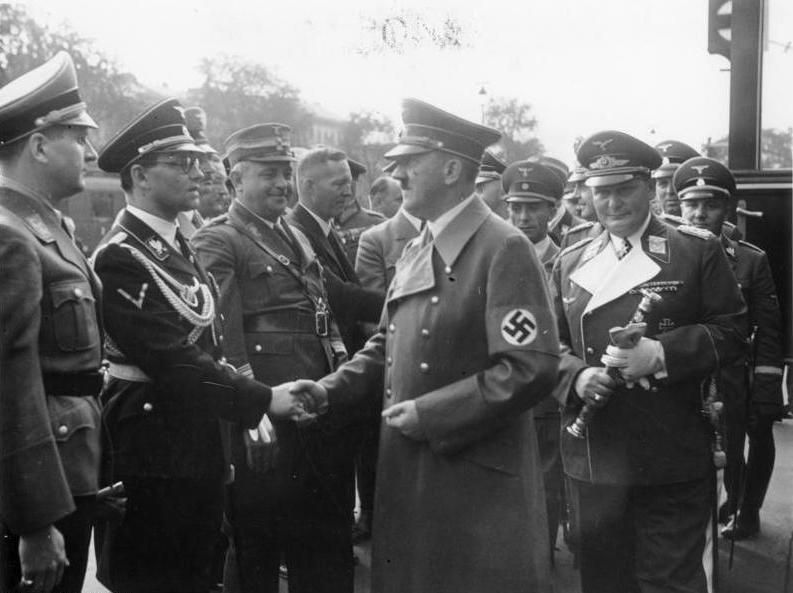
Philipp Bouhler och Adolf Hitler
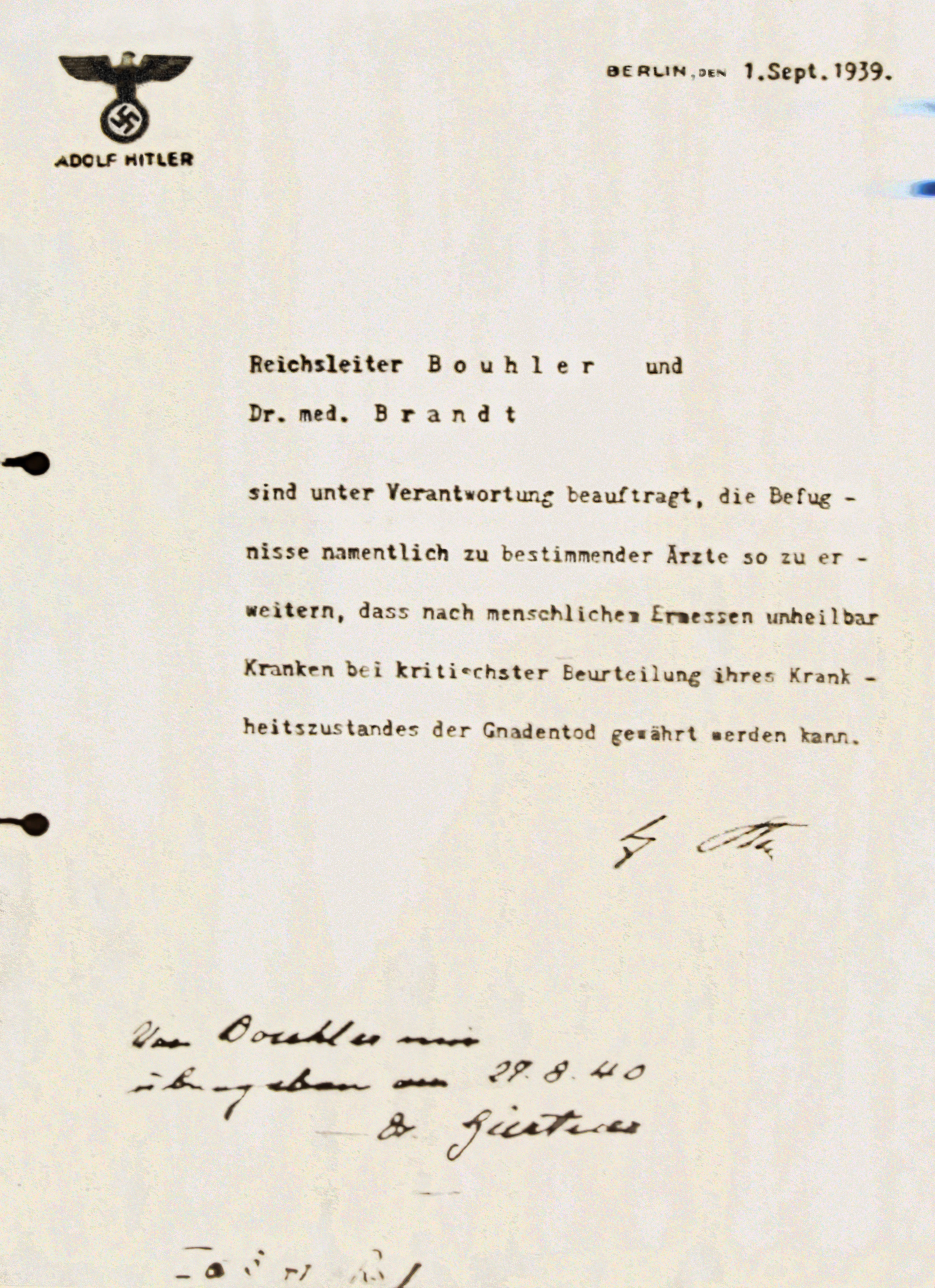
Adolf Hitler befullmäktigar Philipp Bouhler och Karl Brandt med ledningen av Aktion T4